# Тишков Семен Якович
Семен Якович Тишков (? — ?) — радянський діяч, голова Харківського губернського революційного комітету.

## Життєпис
Член РСДРП(б) з 1913 року.
У січні — лютому 1919 року — голова Харківського губернського революційного комітету.
На 1923—1925 роки — заступник голови Одеського губернського суду по кримінальному відділі.
На 1926 рік — голова Одеського окружного суду.
Подальша доля невідома.